# Hans Jakob Gessner
Hans Jakob Gessner (* 1639 in Zürich; † 13. Januar 1704 ebenda) war ein Schweizer evangelischer Geistlicher.

## Leben
Hans Jakob Gessner war der Sohn von Jakob Gessner (1616–1671) und dessen Ehefrau Elisabeth (geb. Esslinger).
Er immatrikulierte sich an der Universität Genf und studierte Theologie, hierbei hörte er unter anderem Vorlesungen bei Antoine Léger (1594–1661), Philippe Mestrezat (1618–1690) und François Turrettini, der zu seiner Zeit die führende Figur der reformierten Kirche Genfs war.
Er setzte seine Studien, nach einer Reise durch Frankreich, von 1659 bis 1663 an der Universität Groningen in den Niederlanden fort und hörte Vorlesungen unter anderem bei Samuel Maresius und Jacob Alting.
1664 wurde er ordiniert und war seit dem gleichen Jahr Katechet in Zürich-Unterstrass und Aussersihl. 1671 wurde er Diakon an der Kirche St. Peter und 1682 erfolgte seine Ernennung zum Archidiakon und Chorherrn am Grossmünster.
Hans Jakob Gessner war seit 1667 in erster Ehe mit Barbara, Tochter des Pfarrers Salomon Gessner (1593–1637) und seit 1682 in zweiter Ehe mit Verena, Tochter des Zürcher Antistes Jakob Müller (1616–1680) verheiratet.

### Theologisches Wirken
Hans Jakob Gessner war ein strenger Vertreter der kirchlichen Orthodoxie, der manche Auseinandersetzung mit Andersgesinnten austrug, so auch von 1669 bis 1670 mit Johannes Lavater (1624–1695), der Professor für Rhetorik und Logik am Carolineum war und mit Heinrich Schweizer (1646–1705), die für den Cartesianismus eintraten. In seinen Publikationen polemisierte er gegen katholische Autoren, unter anderem 1685 mit seiner Schrift Clerus pacificus und beklagte die europaweiten Protestantenverfolgungen in seiner 1688 veröffentlichten Abhandlung Herzensseuffzer. 1703 veröffentlichte er eine Doxologia Christi in drei Bänden. In seiner Abhandlung Gottselige Betrachtung von den Erdbidmen wird die Differenzierung zwischen profanen und religiösen Begriffsbestimmungen thematisiert.

## Schriften (Auswahl)
- Disp. Theol. de Notitia Dei naturaliex Rom, I. I9. 20. sub. Praes. Samuelis Maresi, Theol. Profess. Groning. Groning. 1662.
- Questiones mixtas ex universa ihilosophia Praes. Caspar Waser, Profes. Zürich 1663.
- Gottselige Betrachtung von den Erdbidmen. 1667.
- Kräfftiger Trost für angefochtne mit Gottslästerlichen Gedancken geplagte Menschen. Zürich, 1674.
- Clerus pacificus oder Kunst-Griff der heutigen Französischen Geistlichkeit. 1688.
- Kurtze Seuffzern und wehemüthige Klag der betrangten Kirchen Gottes an die Evangelischen Stände. 1688.
- Italienischer Sprach. 1699.
- Greuel des Wahrsagens, Segensprechens und Beschweerens, über Lev. XIX., 31. Zürich 1702.
- Doxologia Jesu Christi, oder Lob-Reden von unserm Herrn und Heyland Jesu Christo in unterschiedlichen Predigen. Zürich 1703.